# Schleifer Tracht

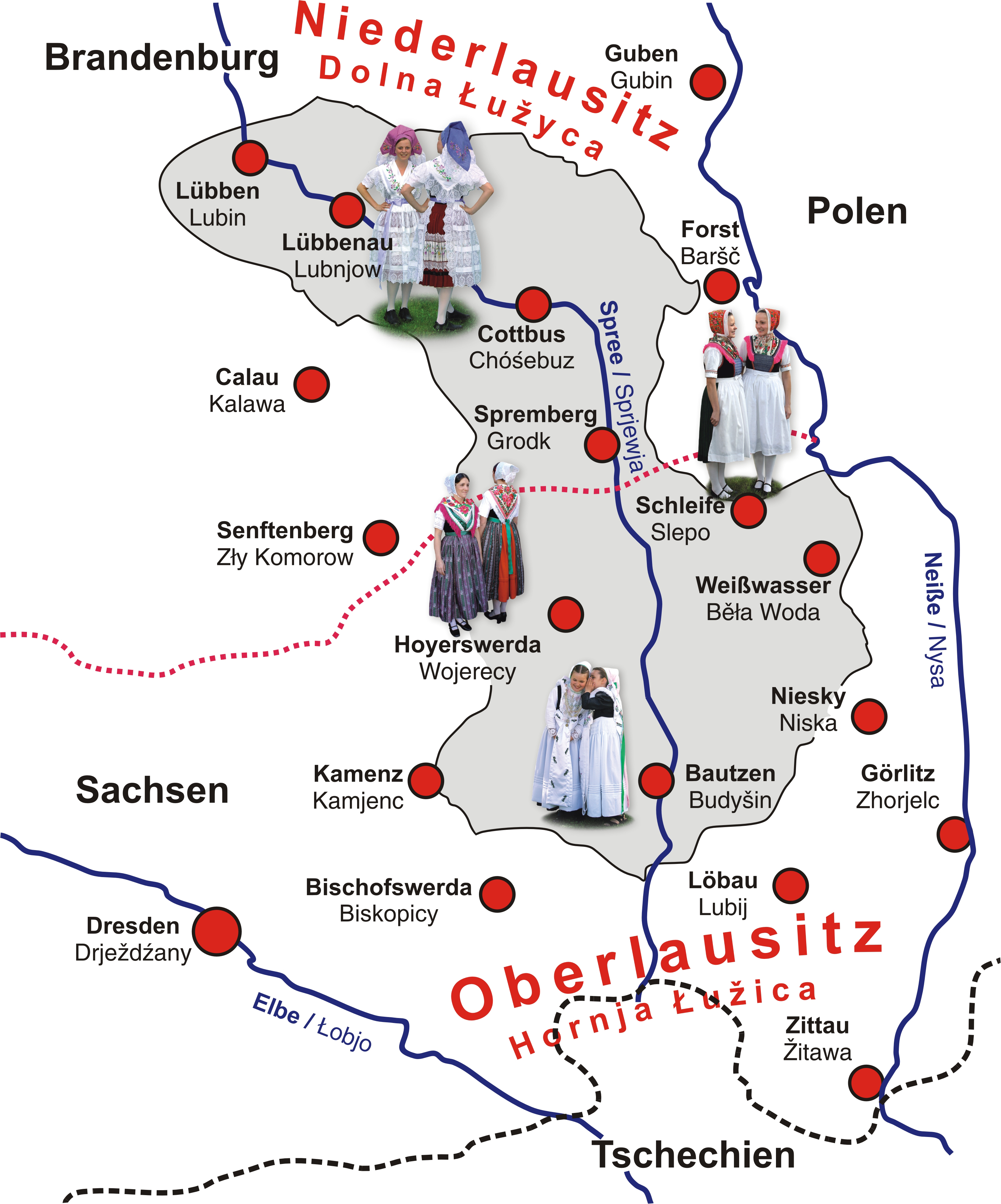
Sorbische Trachtengebiete

Die Schleifer Tracht, sorbisch Slěpjańska burska drasta, ist eine der vier noch im Alltag getragenen sorbischen Trachten. Sie ist nach dem Kirchdorf Schleife benannt.

## Geographische Verbreitung
Das Verbreitungsgebiet der Schleifer Tracht ist eines der kleinsten sorbischen Trachtengebiete, nur das Gebiet der Nochtener Tracht war mit nur drei Dörfern noch deutlich kleiner. Getragen wird die Tracht in den sieben Dörfern der Schleifer Region: Groß Düben, Halbendorf, Mulkwitz, Mühlrose, Rohne, Schleife und Trebendorf.
Nördlich des Schleifer Trachtengebiets liegt das Verbreitungsgebiet der „Tracht um Senftenberg und Spremberg“, östlich grenzt das der Muskauer Tracht und südlich das der Nochtener Tracht an. Alle drei Trachten haben heute den Status einer Truhentracht. Westlich liegt das Hoyerswerdaer Trachtengebiet.

## Charakteristika

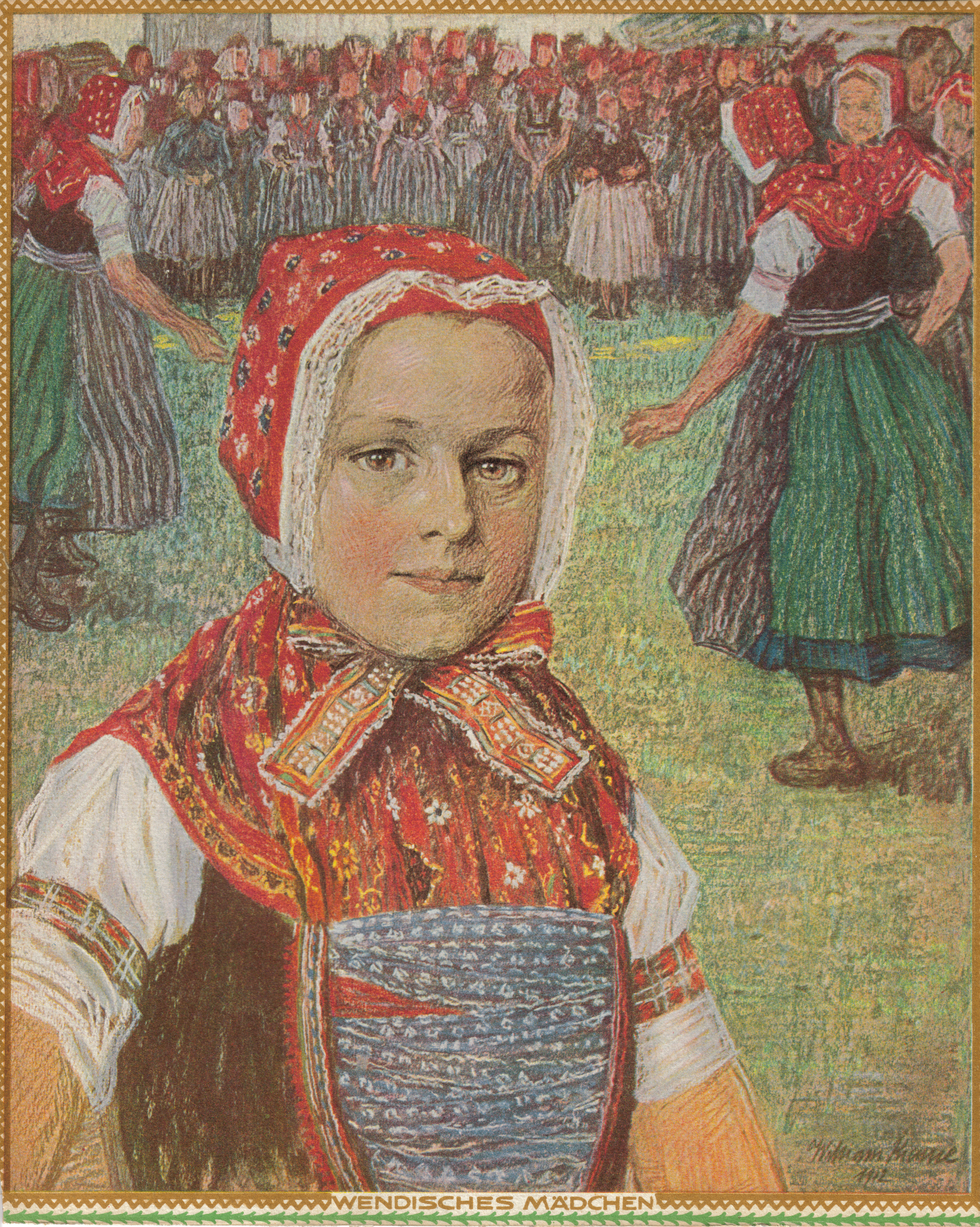
William Krause: Wendisches Mädchen (1912)

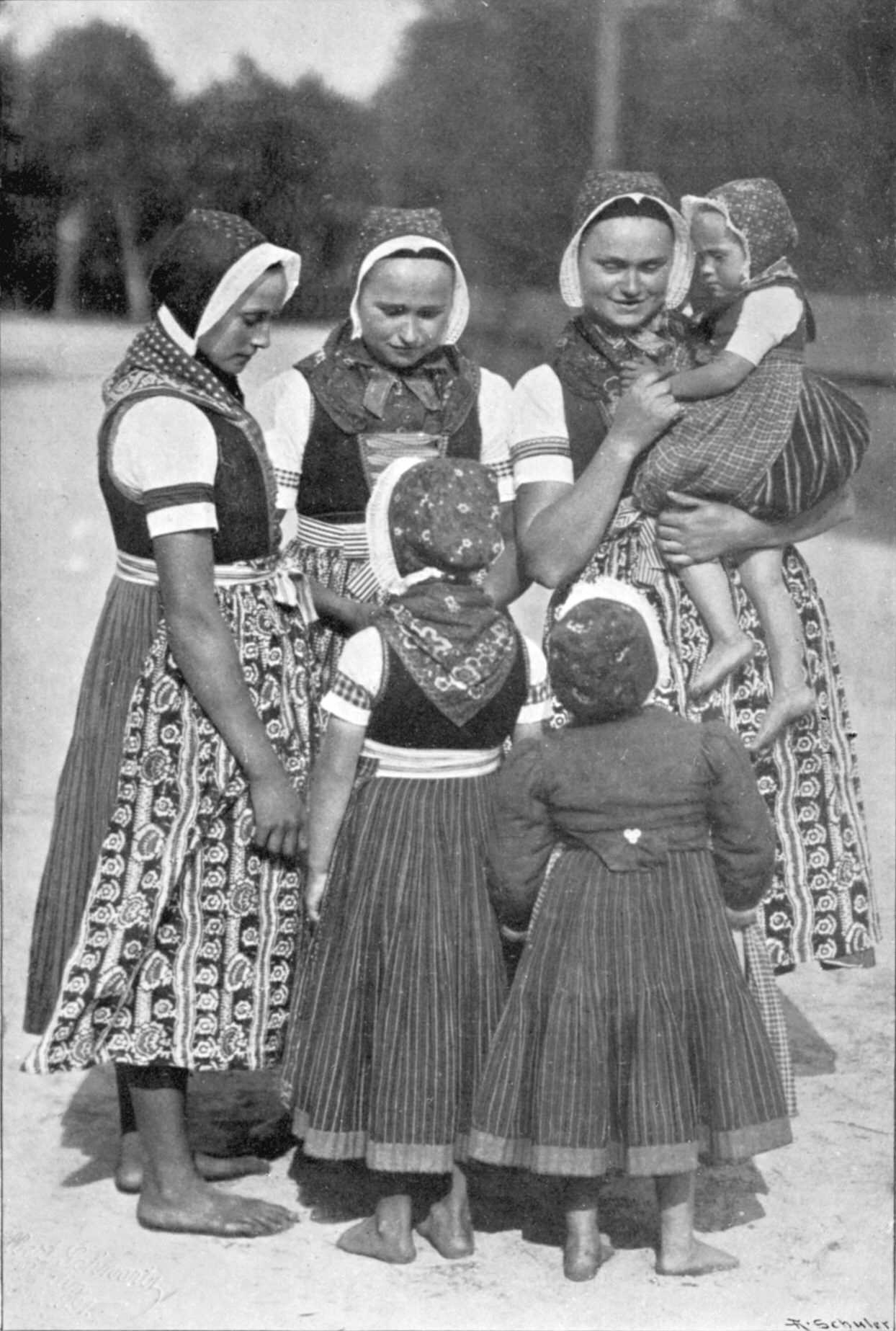
Frauen und Kinder in Alltagstracht, ca. 1900

Durch eine große Homogenität der Einwohner – der Großteil kam aus sorbischen Bauernfamilien – blieb die Schleifer Tracht bis nach dem Zweiten Weltkrieg als verbindliche Kleidung innerhalb der Dorfgemeinschaft erhalten und es hatten sich wichtige Regeln herausgebildet, die von Generation zu Generation weitergegeben wurden. Während diese Regeln bei den Männer- und den Kindertrachten weniger stark waren, waren bei den Fest- und Alltagstrachten der Mädchen und Frauen für verschiedene Anlässe und Altersstufen bestimmte Farben oder Trachtenteile vorgeschrieben. So wurde bei der Trauertracht beispielsweise zwischen Tieftrauer, Trauer, Halbtrauer und Austrauer unterschieden. Auch war anhand der Tracht erkennbar, ob eine junge Frau ledig, verlobt oder verheiratet war.

Das Dźěćetko (Christkind bzw. Bescherkind) auf einer Briefmarke der Deutschen Post, 1982
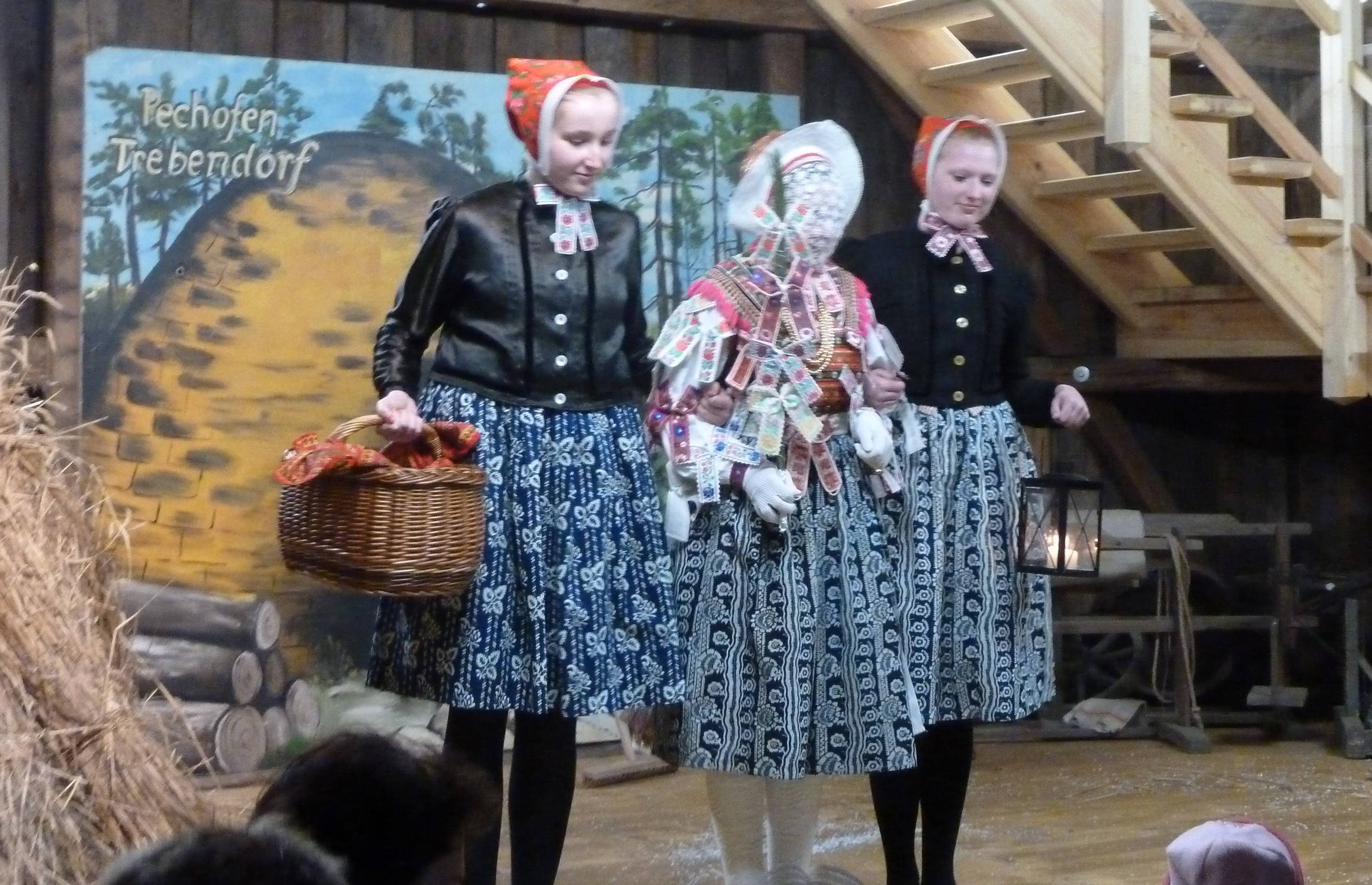
Das Dźěćetko in Trebendorf, 2012